# Eutriconodonts
Els eutriconodonts (ordre Eutriconodonta, també conegut com a Triconodonta) constitueixen un grup de mamífers primitius que són els parents més propers dels ancestres de tots els mamífers presents avui en dia. Els eutriconodonts visqueren entre el Juràssic inferior i el Cretaci. Són un dels pocs grups d'animals no-teris que es poden classificar com a mamífers segons qualsevol definició. Molts altres grups de mamífers del Mesozoic són emplaçats fora de Mammalia, d'acord amb la definició cladística del mot mamífer.
El nom, que significa ‘tres dents còniques vertaderes’, es basa en una de les seves característiques fonamentals. Tenen una morfologia típica dels protomamífers: petits, peluts, animals tetràpodes amb cues llargues. Probablement eren animals nocturns, evitant d'aquesta manera depredadors com els dinosaures. Tot i això, proves recents provinents de la Xina suggereixen que alguns eutriconodonts podien caçar petits dinosaures.